# ヒューガルデン・ホワイト
ヒューガルデン・ホワイト (英: Hoegaarden White) はベルギーのブリュッセルの東にあるヒューガルデン村を発祥とする白ビール。現地での発音は「フーハールデン・ヴィット」に近い。
大麦、小麦、ホップを使った上面発酵で醸造されるエールビールで、苦味は少なくコリアンダーやオレンジピールによるほんのりスパイシーでさわやかな飲み口が特徴。
色は乳白色がかった淡い黄色。
アルコール度数は4.9%。

## 歴史
14世紀ヒューガルデン村でホワイトビールが作られるようになる。
20世紀ピルスナーの人気に押され、ヒューガルデン村周辺のホワイトビール醸造所が次々と閉鎖。 1957年に途絶える。
1966年ヒューガルデン村出身で当時牛乳屋だったピエール・セリスが廃業したレモネード工場を買い取り、醸造所としてホワイトビール造りを再開。
村の名前にちなんで『ヒューガルデン・ホワイト』と名づけて販売し、ピルスナー慣れしていた当時の人々に斬新な味として人気を得るようになる。
1985年醸造所が火災にあい、ピエール・セリスの財力では復興が困難だったため、インタブリュー社（現在ABI社）の傘下に入る。
2002年瓶の形状・ラベルが変更される。
2005年～2006年ヒューガルデン醸造所の移転・閉鎖に際して問題が生じ、一時的に品薄状態となる。
2008年ABI傘下の韓国OBビール光州工場でライセンス生産が始まり、東アジア向け缶ビールは韓国産になる。ベルギー産瓶ビールとは風味が違うと評価された。
2024年缶ビール・瓶ビール共に東アジア向けは全量、韓国工場と中国四川工場産となる。

## ロゴの意味
ロゴにはHoegaardenという文字と杖と鍬が描かれている。
杖はヒューガルデン村にビールの製造方法を伝えた伝道師を意味し、鍬は原料となる麦などを作る農民を意味している。

## その他
- 大手ビール会社によって製造されるようになった事により、ピエール・セリスは「本来の味ではなくなった」と評しており、彼自身は『セリス・ホワイト』というホワイトビールをベルギーとアメリカの醸造所で製造・販売している。

- 従来、日本では小西酒造によって輸入されていたが、2008年9月4日からはアサヒビールに日本での販売権が移動することになった[3]。その後2018年1月より、ABIジャパンが直接取り扱いを開始した[4]。